# Nørre Nebel Station
Nørre Nebel Station er en dansk jernbanestation i byen Nørre Nebel i Vestjylland. Stationen ligger på Varde-Nørre Nebel Jernbane (VNJ) og åbnede i 1903. Banen blev også kaldt Nebelbanen. Den skiftede i 1977 navn til Vestbanen og hører nu under Sydtrafik.

## Historie
Nørre Nebel Station åbnede sammen med Varde-Nørre Nebel Jernbane (VNJ), der blev indviet den 15. marts 1903. Nørre Nebel-Tarm Jernbane (NTJ) eksisterede fra 4. november 1913 til 1. september 1940. De to strækninger blev drevet sammen som Varde-Nørre Nebel-Tarm Jernbane (VNTJ).
I august 1942 blev man færdig med et "privat sidespor for den tyske Værnemagt" ud til tyskernes store fæstningsanlæg ved Nymindegab. Sporet er efter krigen anvendt af det danske militær, og der har kørt veterantog på det. Men det er nu afbrudt i den østlige ende af Nørre Nebel, så der kun kan køre skinnecykler på det.